# Svallidens missionsförsamling
Svallidens missionsförsamling är en församling inom Equmeniakyrkan i Svalliden, Oskarshamn. Antalet medlemmar är drygt 70. 
Församlingen bildades 1890 under namnet Döderhults friförsamling i Döderhult. Under en period hette man sedan Rostorps missionsförsamling.
Svallidens missionsförsamling utgör en del av Oskarshamns Kristna råd och det ekumeniska arbetet ligger dess medlemmar varm om hjärtat.
Församlingen samarbetar med kristna i Ecuador, Estland, Indien, Japan, Kongo Kinshasa, Kongo Brazzaville och Nicaragua. 